# پائول دیتریش گیزیکه
پائول دیتریش گیزیکه (انگلیسی: Paul Dietrich Giseke; ۸ دسامبر ۱۷۴۱ – ۲۶ آوریل ۱۷۹۶) یک گیاه‌شناس، و کتابدار اهل آلمان بود.